# Isotropis atropurpurea
Isotropis atropurpurea är en ärtväxtart som beskrevs av Ferdinand von Mueller. Isotropis atropurpurea ingår i släktet Isotropis och familjen ärtväxter. Inga underarter finns listade i Catalogue of Life.